# Brandy de Jerez

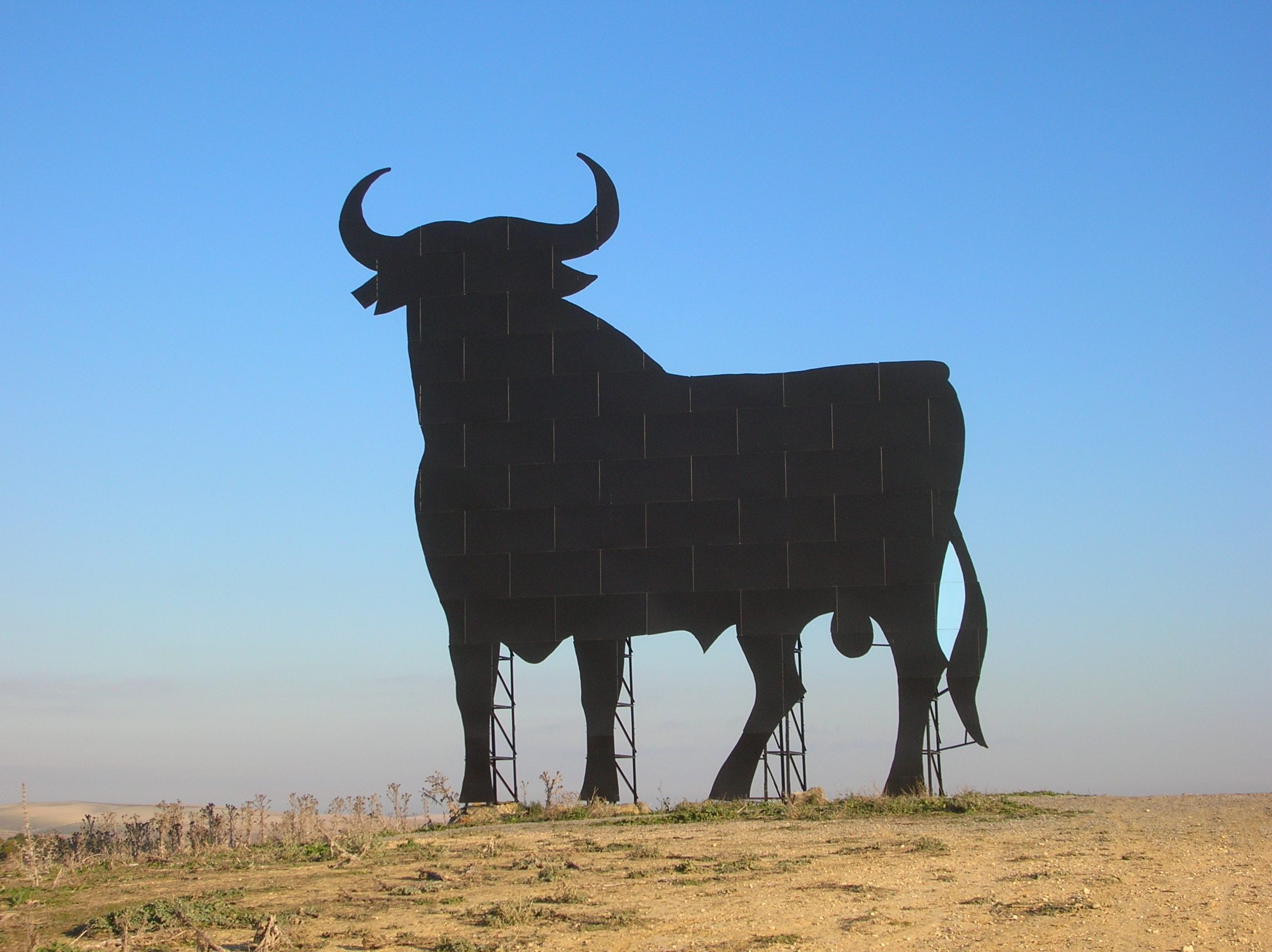
Toro de Osborne, creado originalmente para promocionar el Brandy Veterano.

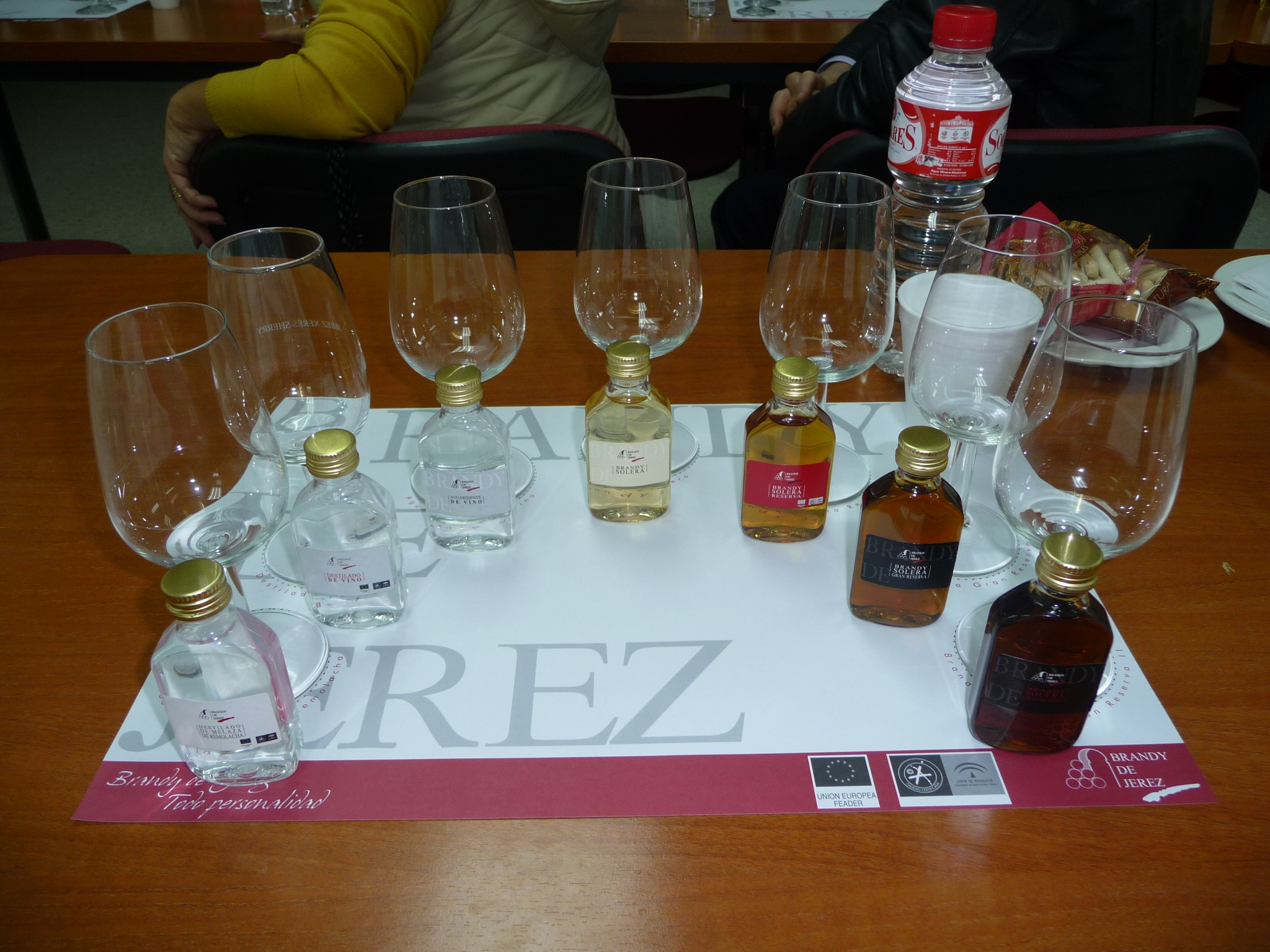
Cata de Brandy de Jerez.

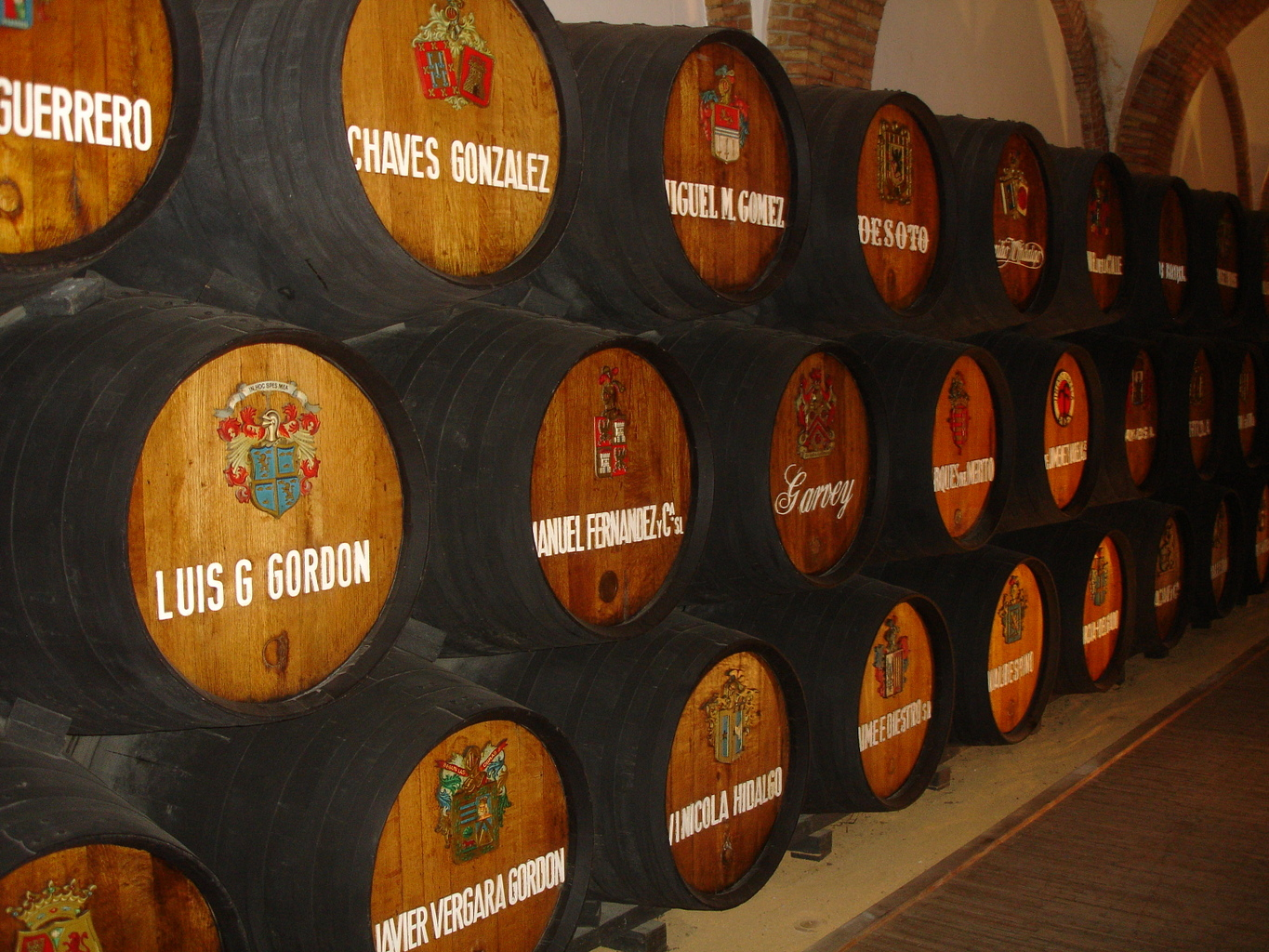
Botas en el Consejo Regulador.

El Brandy de Jerez es un brandy español producido en el Marco de Jerez obtenido a partir de la destilación de vinos jóvenes y afrutados totalmente aptos para el consumo, y su posterior envejecimiento en los Sherry Casks (toneles o barricas de roble americano de 500 l de capacidad que han albergado algunos de los Vinos de Jerez con anterioridad).
Este destilado se comercializa con un contenido alcohólico de entre 36 y 45% VOL. 
El Brandy de Jerez es, junto al coñac y el armañac franceses, una de las pocas bebidas espirituosas que se obtiene de la destilación de vinos de la mejor calidad. El término Brandy es una adaptación del término original holandés «brandewijn» o vino quemado.
Aunque la fecha exacta del nacimiento del Brandy de Jerez no se conoce, la tradición oral atribuye su aparición a una demora en la entrega de un aguardiente de vino, alrededor del año 1870, para unos monjes franceses en las Bodegas Pedro Domecq, actualmente Bodegas Fundador, que al reposar en botas de roble ya envinadas con Vinos de Jerez, se añejó y empezó a adquirir cualidades de finura y sabor.

## Orígenes
Para entender las causas por las que apareció esta bebida alcohólica hay que entender primero la influencia de los diferentes pueblos y civilizaciones que han pasado por la región del Marco de Jerez, entre las que destacan los fenicios, romanos y árabes.
En el siglo X a. C. la civilización fenicia fue la que introdujo el cultivo de la vid y la producción de vino en lo que ahora es la provincia de Cádiz. Más adelante, en el siglo I a. C., los romanos esparcieron las viñas por toda la costa mediterránea y Andalucía, con lo que consiguieron gran fama en todo el imperio gracias a su exportación a Roma.
Después del dominio romano, los árabes traen consigo las máquinas de destilación: las alquitaras - al-qattarah, el cuentagotas - y los alambiques, de los que hay pruebas de su implantación en Jerez de la Frontera hacia el 900 d. C. Ya en el siglo XIX, las bodegas empiezan a producir de forma intencionada y cuidadosa Brandy de Jerez, y así, se inicia su conquista del mundo.
Destacan los pioneros entre los bodegueros jerezanos que empiezan a comercializar el destilado bajo marcas y etiquetas propias: Fundador, de Pedro Domecq Lostau (actualmente elaborado y comercializado por Bodegas Fundador); Un Racimo, Dos Racimos, Tres Racimos y 1865, de Juan Vicente Vergara Lassaleta; La Marque Speciale, de Francisco Ívison O’Neale, y el Old Brandy, de Juan Hernández-Rubio.

## Región de producción
El Brandy de Jerez es una Denominación de Origen que se elabora en el Marco de Jerez (compuesto por las ciudades de Jerez de la Frontera, El Puerto de Santa María y Sanlúcar de Barrameda). Esta región del sur de España posee un microclima propio en el que el viento húmedo y fresco de ‘poniente’ (que llega del océano Atlántico) se encuentre con su contrario, el seco y caluroso ‘levante’, para equilibrar los termómetros en una media anual de 17,3 °C. Por otro lado, la humedad está por encima del 65%. Las tres mil y tres mil doscientas horas de sol al año y los 600 l de lluvia por metro cuadrado riegan y mantienen nutridas las cepas de las viñas.

## Tipos de Brandy de Jerez
Existen tres tipos de Brandy de Jerez protegidos y regulados por el Consejo Regulador de la Denominación Específica Brandy de Jerez: 
- Solera: Es el más joven con un envejecimiento en los toneles de roble americano de entre seis meses y un año, y tienen un contenido de componentes volátiles superiores a 150 g por cada hectolitro de alcohol puro.

A la vista ofrece tonos que van del oro pajizo, muy luminoso, al ámbar con elegantes reflejos amarillos. En nariz dominan aromas procedentes de la materia prima de origen: aguardientes y destilados de vino. El alcohol sigue presente, es suave y bien integrado. En boca es untuoso y nos aporta sensaciones cálidas, con presencia de los taninos, complejo y elegante debido a su juventud.
- Solera Reserva: Envejece en la bodega entre uno y tres años y posee 200 g de componentes volátiles por cada hectolitro de alcohol puro. El porcentaje de holanda es del 75%.

Tiene tonos cercanos al ámbar dorado y ciertos matices verdosos en el perímetro de la copa. En nariz empieza a ser más complejo que el Solera, con aromas procedentes del vino, recuerdo de uvas pasificadas y frutos secos. Una vez en boca, el Solera Reserva es cálido y ligeramente dulce. Es complejo, equilibrado, con cierto amargor de los taninos de la madera y acidez muy bien integrada.
- Solera Gran Reserva: Es el Brandy de Jerez de mayor envejecimiento. Por regla general, la normativa exige un mínimo de tres años y un contenido total de componentes volátiles de 250 g por cada hectolitro de alcohol puro. Sin embargo, lo normal es que estos valores se excedan sobradamente y tengan una vejez media de ocho años.

Posee luminosos tonos caoba y yodados, así como tonos verdes en el perímetro de la copa que delatan su larga crianza. En nariz es muy equilibrado y armónico. Dominan notas de envejecimiento sobre las del vino de origen: Madera noble, frutos secos, pasas, ciruelas, etc. y notas de su evolución en madera: Alcoholes superiores, ésteres y aldehídos. Una vez en boca es suave y equilibrado, carnoso y dulcificado con elegantes notas de madera noble y frutos secos. El alcohol está muy bien integrado.

## Proceso de elaboración

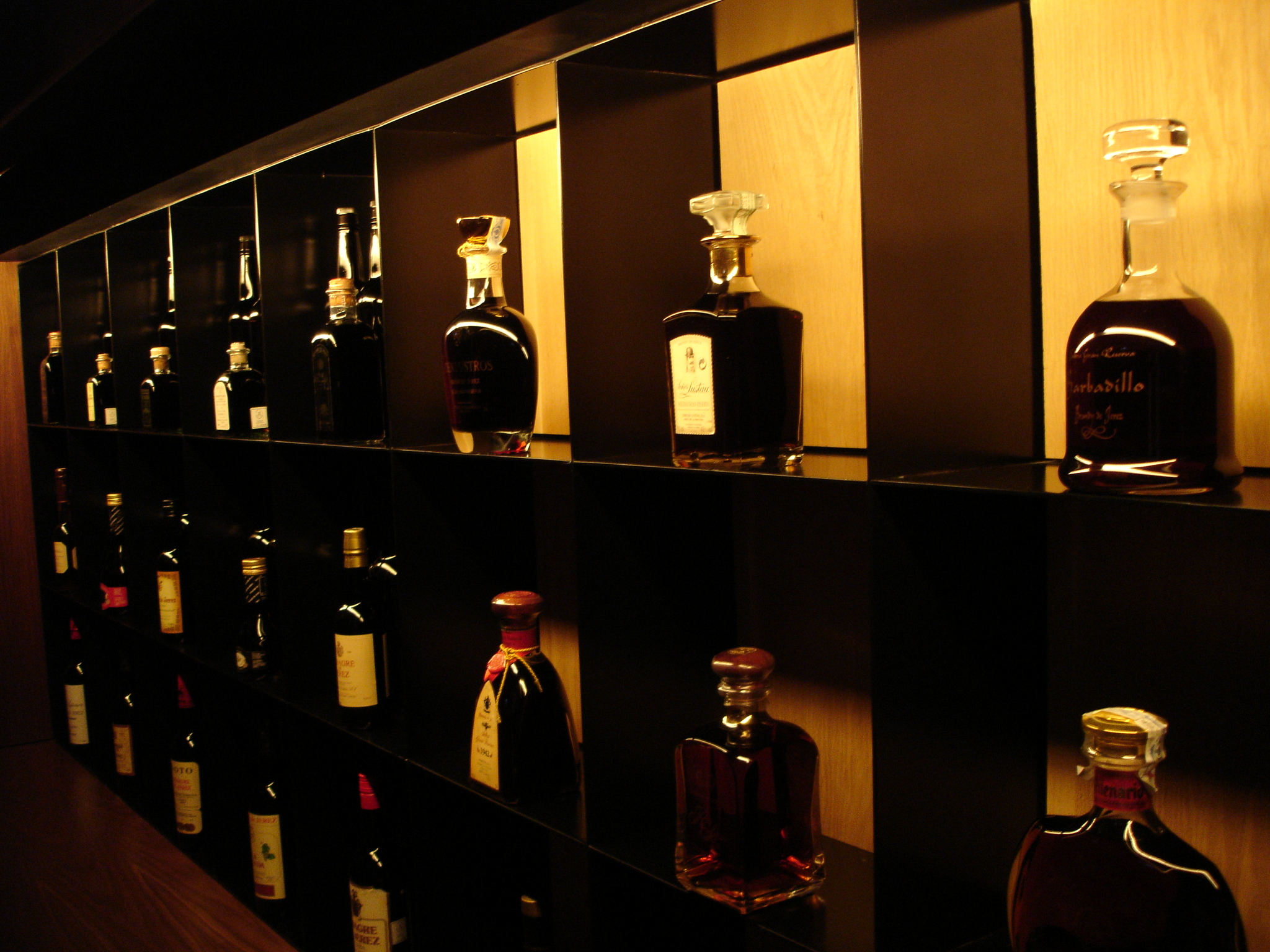
Botellas de Brandy de Jerez en Museo.

El proceso de elaboración de Brandy de Jerez está compuesto por varias fases:
Viña
Para producir un litro de Brandy de Jerez se necesitan tres litros de vino. El vino utilizado es joven y afrutado y es elaborado con la variedad de uva Airén, aunque también se utiliza la variedad autóctona del Marco de Jerez: la uva Palomino. La variedad Airén se empezó a utilizar desde principios del siglo XX y es originaria de la mayor región vitivinícola del mundo: la de Castilla-La Mancha.
Destilación
La obtención de aguardientes y holandas se lleva a cabo destilando el vino en columnas de destilación, alambiques de cobre provistos de "cuello de cisne" o alquitaras de cobre con "retrógrado", mediante los cuales se separan las ‘cabezas’ y las ‘colas’, utilizando para el producto final sólo la fracción central.
La calidad de los vinos es importante, ya que el porcentaje de sustancias volátiles variará en el destilado resultante. Por esta razón, se distinguen los siguientes tipos:
Holandas: aguardientes de baja graduación (inferior al 70% VOL.) y con un contenido en sustancias volátiles de entre 200 y 600 g por hectolitro de alcohol puro.
Aguardientes: de graduación media (entre 70 y 86% VOL.) y con un contenido de sustancias volátiles de entre 130 y 140 g por hectolitro de alcohol puro.
Destilados de alta graduación: de alta graduación (entre 86 y 94,8% VOL.) y con un contenido de sustancias volátiles inferior a 100 g por hectolitro de alcohol.
Envejecimiento
Esta es una de las variables más decisivas y que más definen al Brandy de Jerez y a la región que lo produce -el Marco de Jerez-. Sherry Cask o botas envinadas con Vinos de Jerez. Son vasijas de madera de roble americano que han contenido previamente -al menos tres años- alguno de los Vinos de Jerez: Fino, Manzanilla, Amontillado, Oloroso, Pedro Ximénez, etc. El tipo de envinado que tenga el Sherry Cask definirá las particularidades del Brandy de Jerez a la vista, el gusto y el olfato, así como las diferencias entre las distintas marcas que se comercializan.
De esta manera, el Brandy de Jerez variará según el tipo de tonel utilizado para su envejecimiento:
- Sherry Cask envinado con Fino: El Brandy de Jerez resultante es más pálido que los procedentes de vasijas que hayan contenido Amontillado u Olorosos. Otorgan notas frescas secas.
- Sherry Cask envinado con Oloroso: Otorga notas elegantes y ajerezadas.
- Sherry Cask envinado con Pedro Ximénez: Otorga notas dulces y complejas.

Sistema de Criaderas y Soleras
Propio del Marco de Jerez, el Sistema de Criaderas y Soleras es un sistema dinámico de envejecimiento en el que los Sherry Casks se establecen en distintas escalas de envejecimiento (Criaderas) por las que han de ir pasando de forma progresiva los aguardientes hasta alcanzar el nivel deseado de vejez.
De esta manera, temporalmente se realizan extracciones (‘sacas’) de una parte del Brandy de Jerez y reposiciones (‘rocíos’) de esa misma cantidad extraída con Brandy procedente de otra criadera más joven. La escala final se denomina ‘Solera’, y su extracción o ‘saca’ se realiza para su expedición.

## Consumo
El Brandy de Jerez es reconocida por ser una bebida altamente versátil que puede disfrutarse solo, con hielo, combinado o en cócteles. 
Para su servicio suele utilizarse una copa de balón de cristal fino y tallo corto de entre 500 y 750 cl. La razón es que el destilado, al tener mayor zona de contacto con el cristal, al sostenerlo con la mano, se templa. De esta manera, se perciben mejor los matices aromáticos y gustativos del Brandy de Jerez. No obstante, también se utilizan copas de tallo largo para su servicio.
- El Brandy de Jerez en coctelería

El Brandy de Jerez siempre ha estado presente en coctelería por su carácter intenso y la amplia gama de marcas en la que se pueden encontrar una variedad muy alta de matices. Algunos de los cócteles más conocidos que utilizan Brandy de Jerez entre sus ingredientes son: Brandy Sour, Brandy Sidecar, Brandy Alexander o Golden Crown.

## Consejo Regulador Específico de Brandy de Jerez

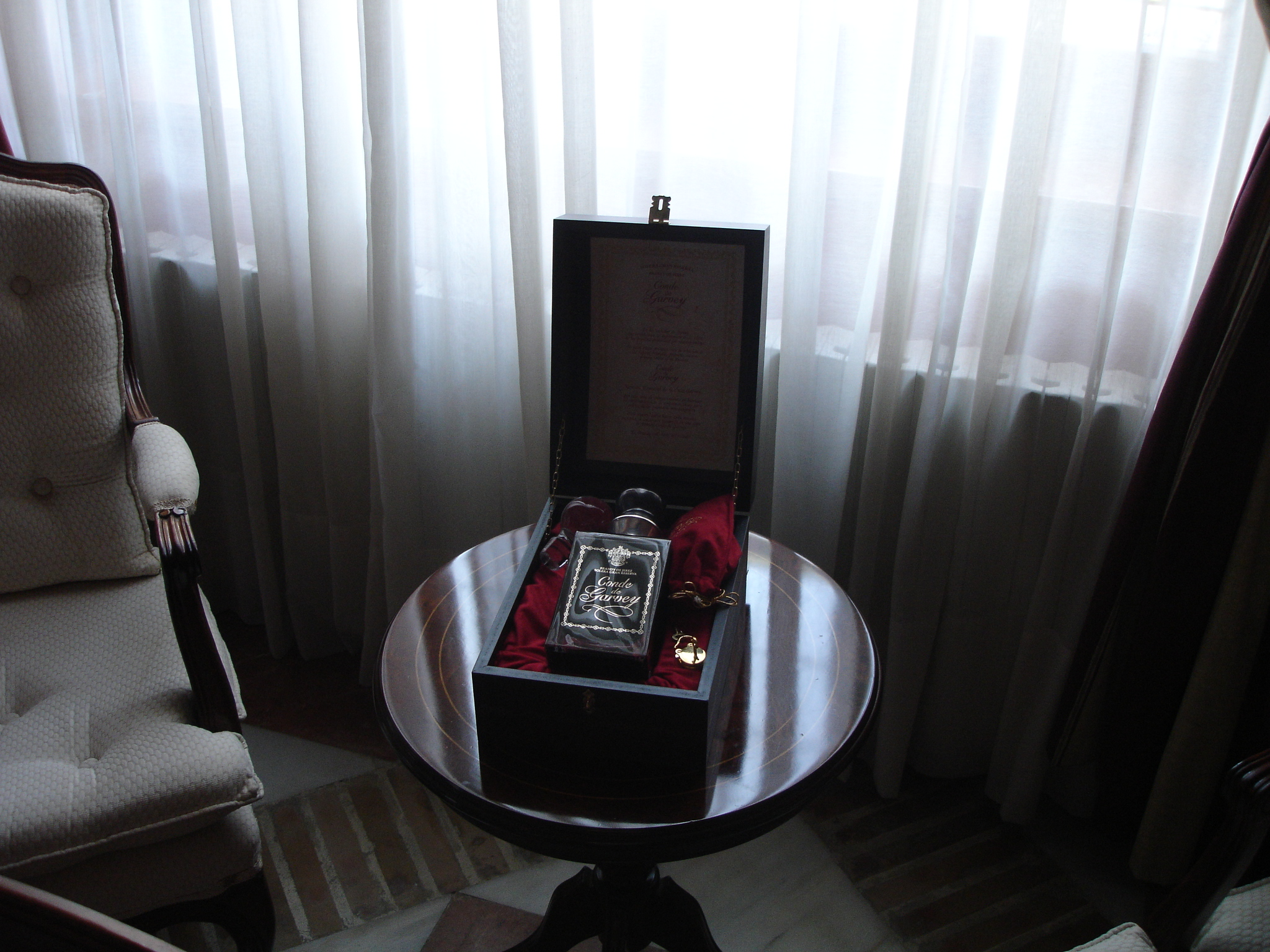
El Brandy más caro del mundo

El Consejo Regulador fue establecido en 1989 y fue el primero que se creó en España para una bebida espirituosa. Es el organismo encargado de velar por el cumplimiento de las normas y de certificar la calidad de los brandies amparados por la Denominación ‘Brandy de Jerez’. El Consejo Regulador tiene representación de todas las bodegas y tiene como funciones principales la gestión, representación y defensa del Brandy de Jerez.
La producción de Brandy de Jerez se ajusta a la normativa europea y a la reglamentación española en lo relativo a la definición, designación, presentación, etiquetado y protección de la indicación geográfica de bebidas espirituosas.
El Consejo Regulador del Brandy de Jerez fue cofundador de la Fundación Alcohol y Sociedad, creada con el fin de colaborar con la sociedad en la búsqueda de soluciones integrales que engloben todos los aspectos relacionados con las bebidas alcohólicas.
En 2019, un acuerdo comercial de la Unión Europea con China protege al Brandy de Jerez frente a imitadores y usurpadores.

## Bodegas elaboradoras de Brandy de Jerez Solera Gran Reserva
| Bodegas                                                     | Brandies Solera Gran Reserva             |
| ----------------------------------------------------------- | ---------------------------------------- |
| Bodegas Fernando de Castilla                                |                                          |
|                                                             | Fernando de Castilla Solera Reserva      |
|                                                             | Fernando de Castilla Solera Gran Reserva |
|                                                             | Fernando de Castilla Decanter Selecto    |
|                                                             | Fernando de Castilla Brandy Único        |
| Bodegas González Byass                                      | Lepanto Aurum                            |
|                                                             | Lepanto OV                               |
|                                                             | Lepanto PX                               |
|                                                             | Insuperable                              |
| Bodegas Fundador                                            |                                          |
|                                                             | Fundador Supremo 12YO PX                 |
|                                                             | Fundador Supremo 15YO Amontillado        |
|                                                             | Fundador Supremo 18YO Oloroso            |
|                                                             | Fundador Supremo 30YO Palo Cortado       |
|                                                             | Fundador Triple Madera Sherry Cask       |
|                                                             | Fundador Imperial                        |
|                                                             | Fundador Exclusivo                       |
|                                                             | Terry I                                  |
| Bodegas Williams & Humbert                                  |                                          |
|                                                             | Gran Duque de Alba                       |
|                                                             | Gran Duque de Alba XO                    |
|                                                             | Gran Duque de Alba Oro                   |
| Bodegas Sánchez Romate HNOS. SA.                            |                                          |
|                                                             | Cardenal Mendoza Clásico                 |
|                                                             | Cardenal Mendoza Carta Real              |
|                                                             | Cardenal Mendoza Non Plus Ultra          |
|                                                             | Uno en Mil                               |
| Bodegas Lustau                                              |                                          |
|                                                             | Solera Gran Reserva                      |
|                                                             | Finest Selection                         |
|                                                             | 1/5 Reserva Familiar                     |
| Bodegas Tradición                                           |                                          |
|                                                             | Solera Gran Reserva                      |
|                                                             | Platinum                                 |
| Bodegas Barbadillo                                          |                                          |
|                                                             | Barbadillo Gran Reserva                  |
| Bodegas Garvey                                              |                                          |
|                                                             | Conde de Garvey                          |
|                                                             | Renacimiento                             |
|                                                             | Sacristía                                |
| Bodegas Gutiérrez Colosía                                   |                                          |
|                                                             | Juan Sebastián Elcano                    |
| Bodegas Osborne                                             |                                          |
|                                                             | Carlos I                                 |
|                                                             | Carlos I Amontillado                     |
|                                                             | Carlos I Pedro Ximénez                   |
|                                                             | Carlos I Imperial                        |
|                                                             | Carlos I 1520                            |
|                                                             | Conde de Osborne                         |
|                                                             | 1866                                     |
|                                                             | Alma de Magno                            |
|                                                             | Independencia                            |
| Bodegas Francisco Yuste                                     |                                          |
|                                                             | Punto Azul Heritage                      |
|                                                             | Punto Azul Prestige                      |
|                                                             | Conde de Aldama                          |
| Bodegas Valdespino y Marqués del Real Tesoro (José Estévez) |                                          |
|                                                             | Marqués del Real Tesoro                  |
|                                                             | Alfonso El Sabio Valdespino              |
| Bodegas Dios Baco                                           |                                          |
|                                                             | Dios Baco                                |
|                                                             | Luis Enrique                             |
| Bodegas de los Infantes de Orleans                          |                                          |
|                                                             | Orleans Borbón                           |
| Bodegas Díez Mérito                                         |                                          |
|                                                             | Mérito 35 Gran Reserva                   |
|                                                             | Mérito 15 Gran Reserva                   |

## Indicación Geográfica Protegida
Desde el 12 de junio de 1989, el Brandy de Jerez es una Indicación Geográfica dentro de la Unión Europea. Desde el 22 de junio de 2021, también está reconocido como indicación geográfica conforme al Sistema de Lisboa ante la Organización Mundial de la Propiedad Intelectual.